# Planinica (Dimitrovgrad)
Pour les articles homonymes, voir Planinica.
Planinica (en serbe cyrillique : Планиница) est un village de Serbie situé dans la municipalité de Dimitrovgrad, district de Pirot. Au recensement de 2011, il ne comptait aucun habitant.

## Démographie
| 1948 | 1953 | 1961 | 1971 | 1981 | 1991 | 2002 | 2011 |
| ---- | ---- | ---- | ---- | ---- | ---- | ---- | ---- |
| 147  | 146  | 111  | 71   | 35   | 15   | 8    | 0    |

|  |